# Universíada de Verão de 1965
A IV Universíada de Verão foi realizada em Budapeste, Hungria entre 20 e 30 de Agosto de 1965.

## Medalhas
O Quadro de medalhas é uma lista que classifica as Federações Nacionais de Esportes Universitários (NUSF) de acordo com o número de medalhas conquistadas. O país em destaque é o anfitrião.
| Ordem                                     | País                   | Medalha de ouro | Medalha de prata | Medalha de bronze |    |
| ----------------------------------------- | ---------------------- | --------------- | ---------------- | ----------------- | -- |
| 1                                         | HUN Hungria            | 16              | 8                | 14                | 38 |
| 2                                         | URS União Soviética    | 14              | 26               | 16                | 58 |
| 3                                         | USA Estados Unidos     | 14              | 10               | 9                 | 33 |
| 4                                         | JPN Japão              | 7               |                  | 3                 | 10 |
| 5                                         | ITA Itália             | 6               | 2                | 1                 | 9  |
| 6                                         | FRG Alemanha Ocidental | 4               | 2                | 5                 | 11 |
| 7                                         | POL Polônia            | 4               | 4                | 3                 | 11 |
| 8                                         | FRA França             | 2               | 3                | 3                 | 8  |
|                                           | ROM Romênia            | 2               | 3                | 3                 | 8  |
| 10                                        | GBR Grã-Bretanha       | 1               | 4                | 4                 | 9  |
| Nenhum país lusófono conquistou medalhas. |                        |                 |                  |                   |    |

## Modalidades
Essas foram as modalidades disputadas. Os números entre parênteses representam o número de eventos de cada modalidade:

### Obrigatórias
As modalidades obrigatórias são determinadas pela Federação Internacional do Esporte Universitário (FISU) e, salvo alteração feita na Assembléia Geral da FISU, valem para todas as Universíadas de Verão.
| - Atletismo (30) - Basquetebol (2) - Esgrima (8) | - Ginástica artística (4) - Natação (17) - Polo aquático (1) | - Saltos ornamentais (4) - Tênis (5) - Voleibol (2) |

### Opcional
Não houve modalidades opcionais nesta edição.